# Wallfahrtskirche Mariä Himmelfahrt (Ludwigshafen)

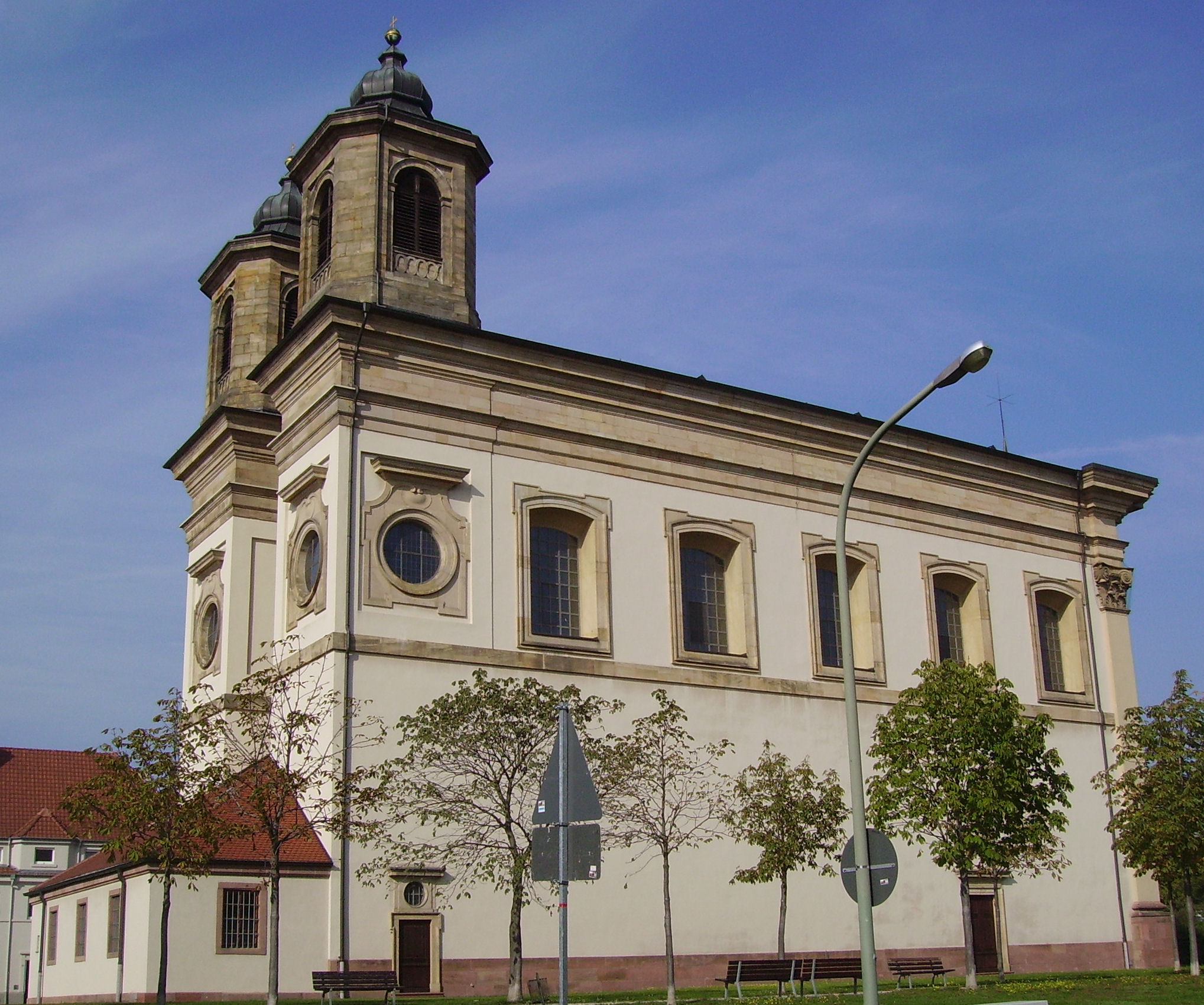
Wallfahrtskirche, Seitenansicht

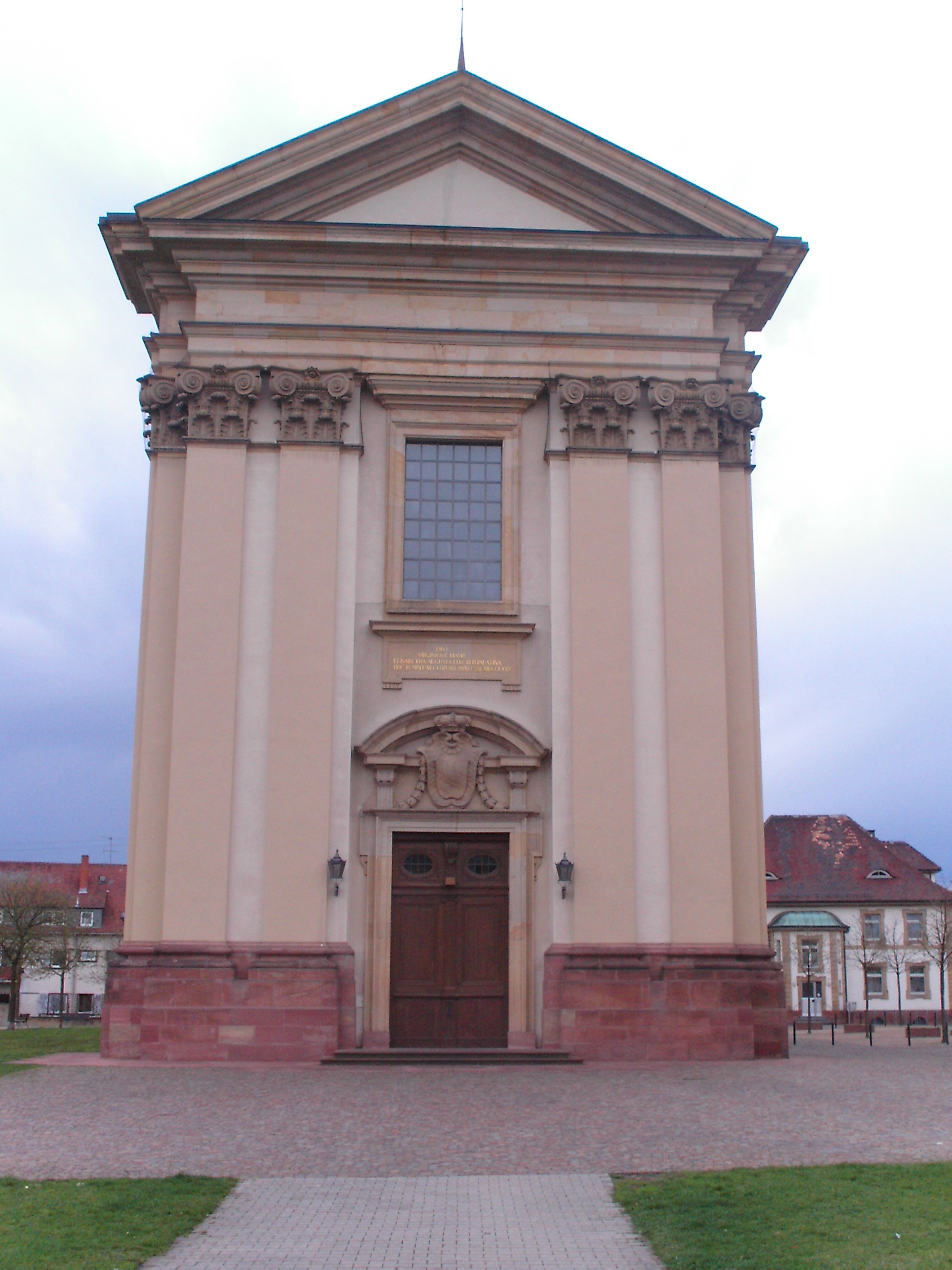
Fassade der Wallfahrtskirche

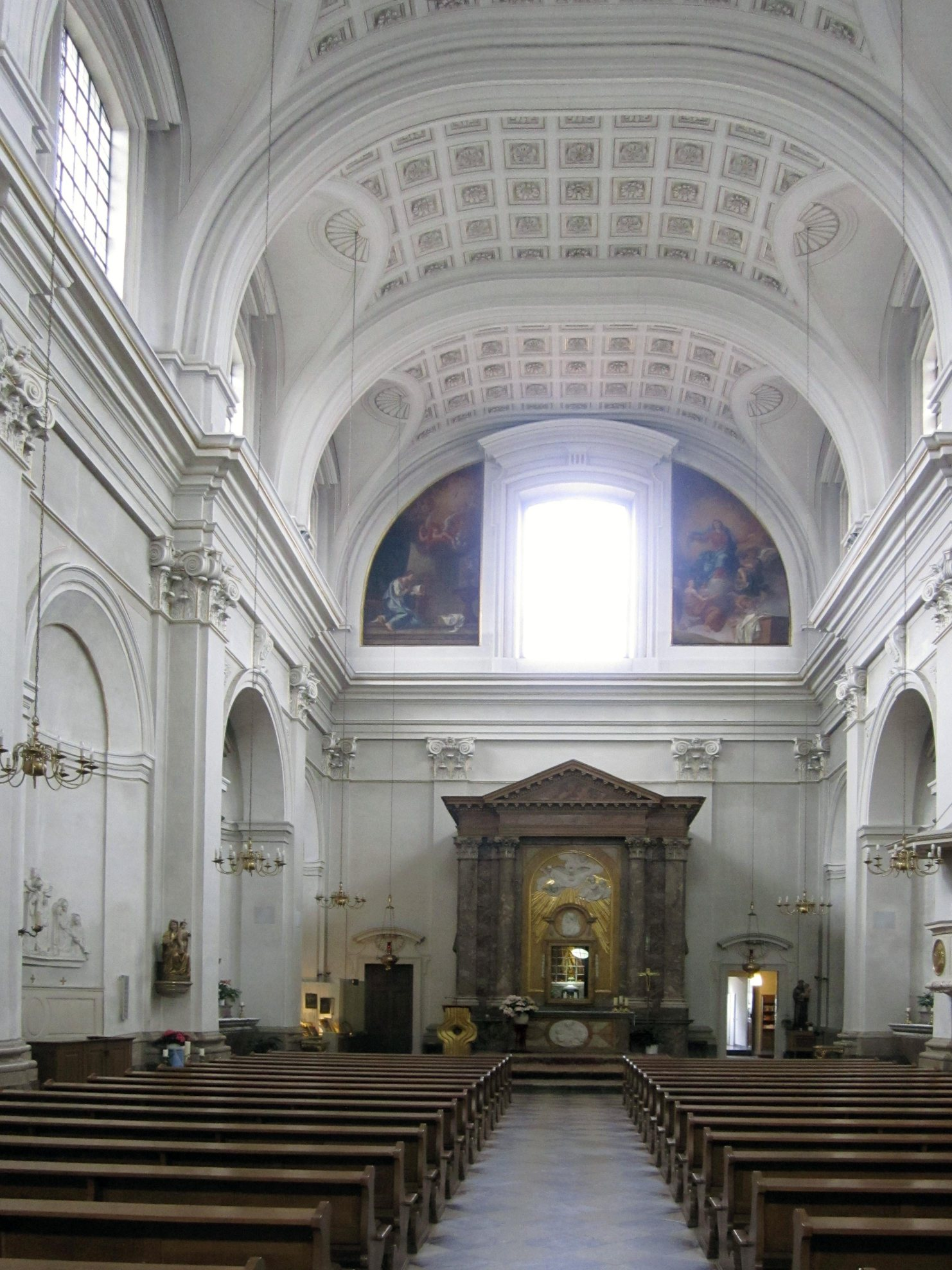
Innenraum

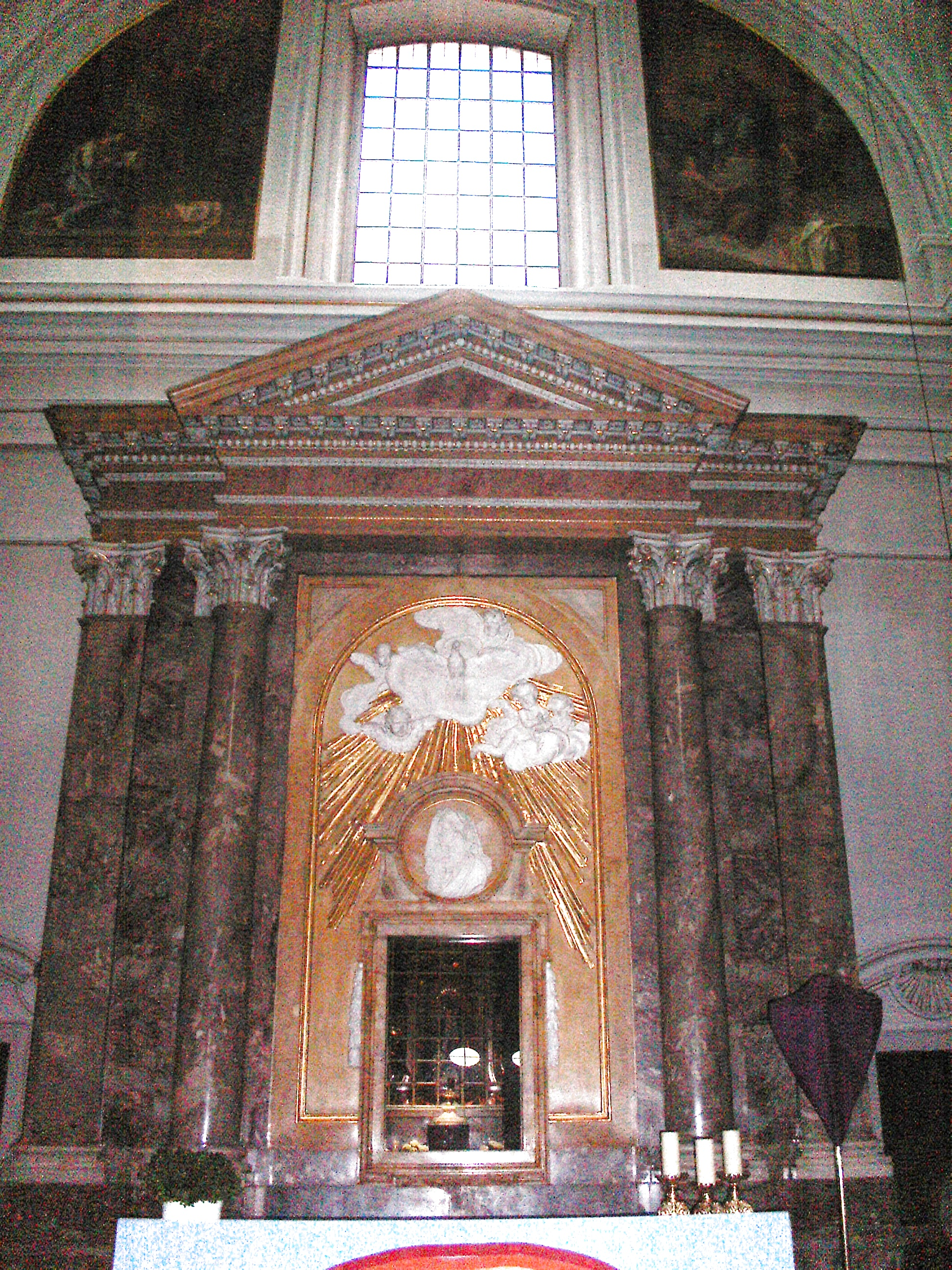
Die vom Kirchenraum überbaute Loretokapelle.

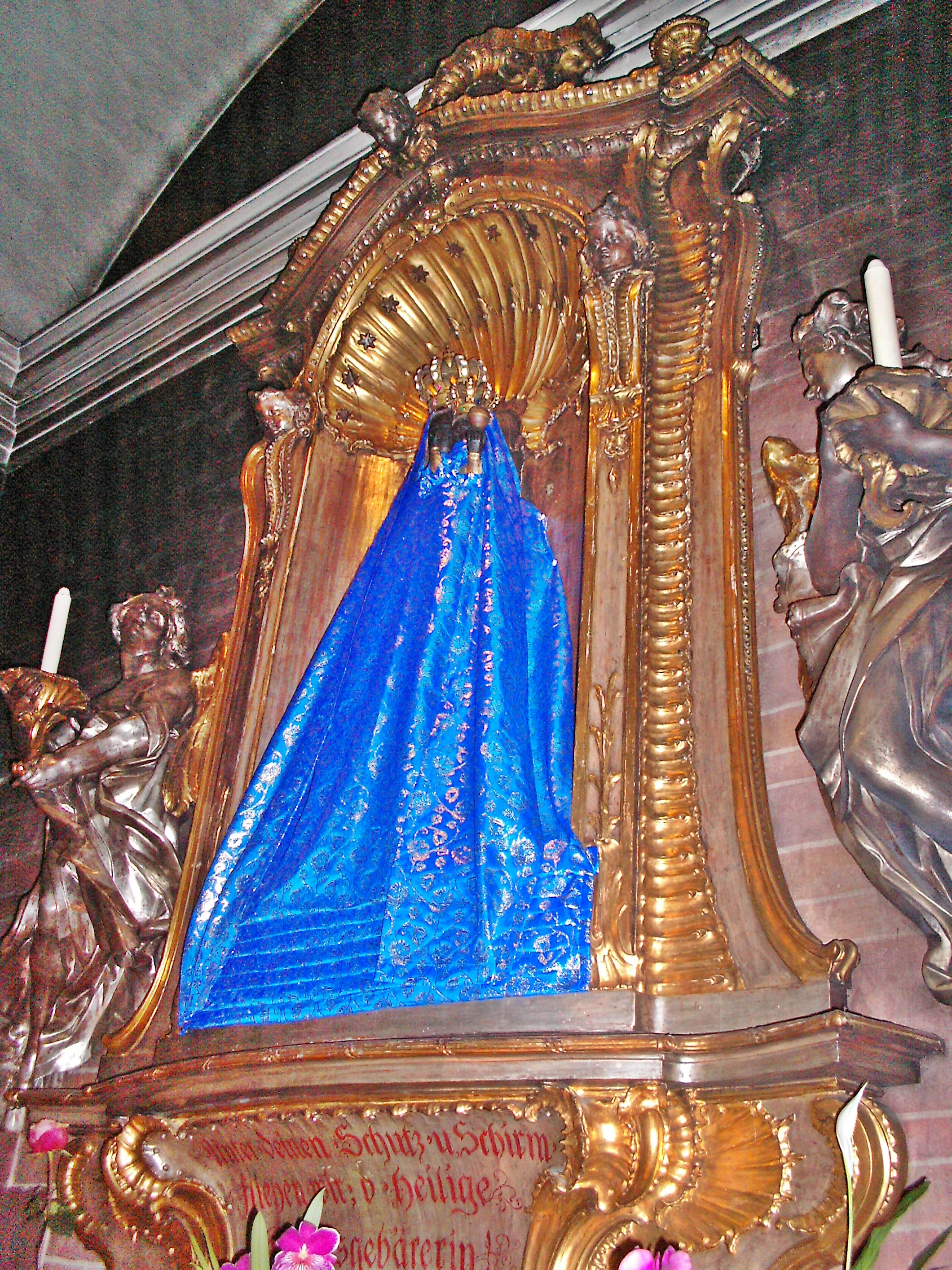
Das Oggersheimer Gnadenbild (Schwarze Madonna mit Kind)

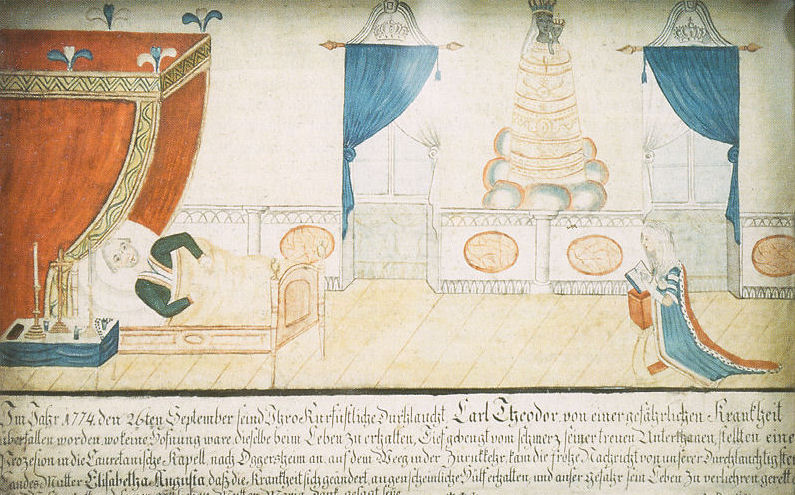
Votivbild für Kurfürst Carl Theodor

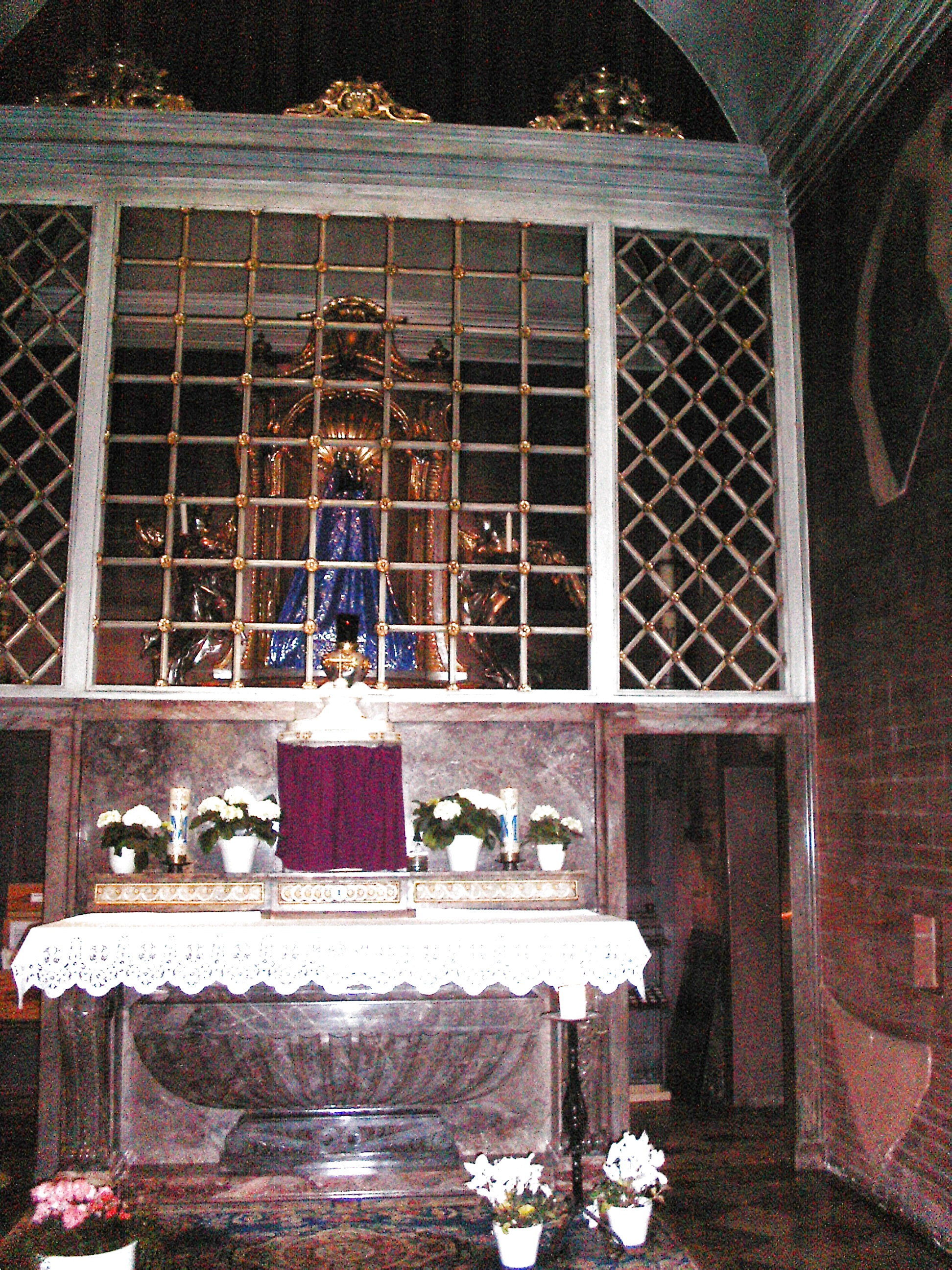
Das Innere der Loretokapelle, im Hintergrund das Gnadenbild

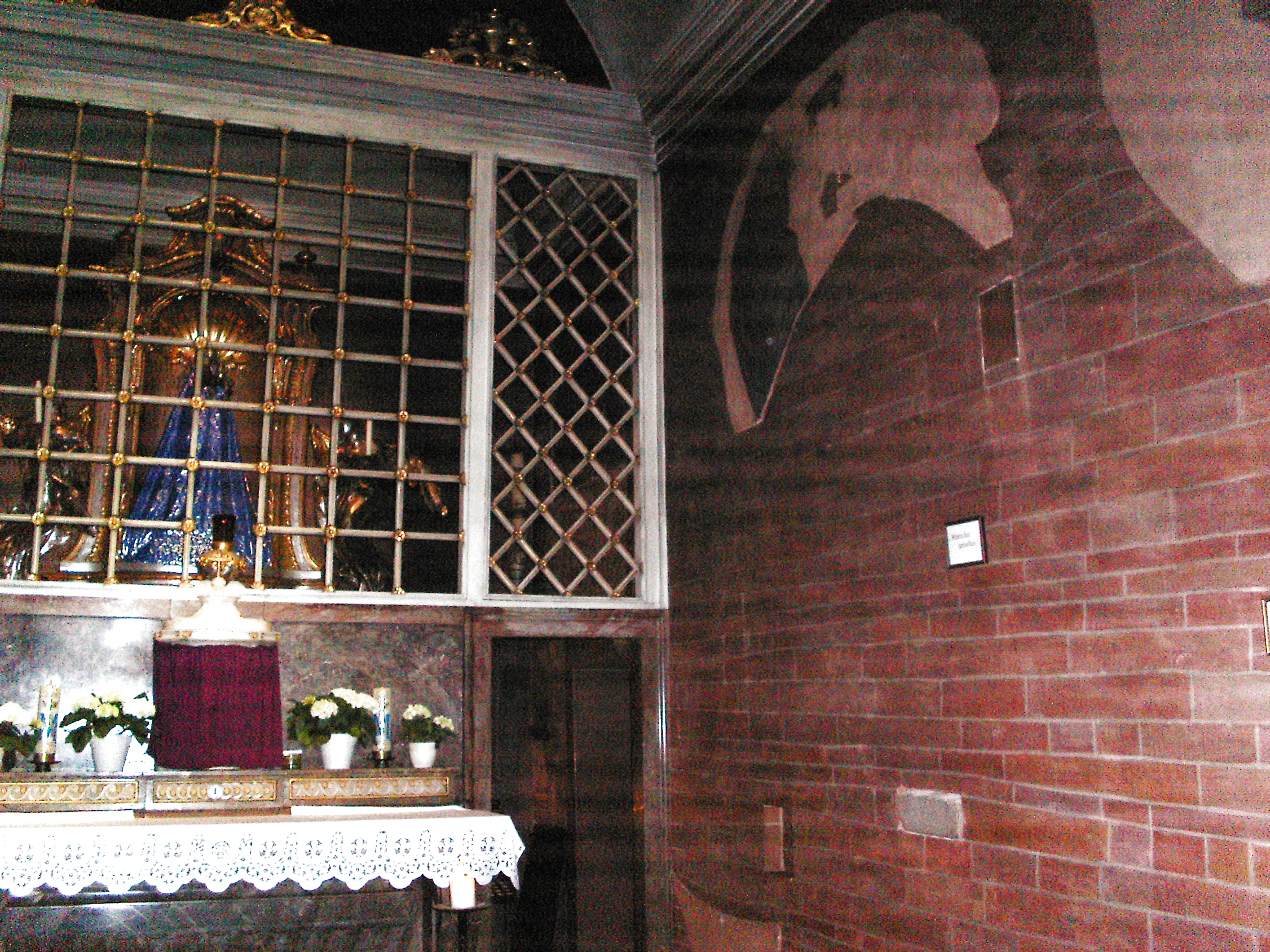
Loretokapelle innen, die Wände sind dem Gemäuer des Hl. Hauses von Loreto nachempfunden

Die Schloss- und Wallfahrtskirche Mariä Himmelfahrt im Ludwigshafener Stadtteil Oggersheim (Bundesland Rheinland-Pfalz) ist eine katholische Saalkirche im frühklassizistischen Stil, die aber auch noch hochbarocke Elemente aufweist. Sie wurde 1775 über einer seit 1729 bestehenden Loretokapelle errichtet, die dabei vollständig erhalten blieb. Die Adresse ist Kapellengasse 8.

## Geschichte

### Ursprünge der Loretowallfahrt
Die Loretowallfahrt basiert auf der Verehrung der Heiligen Familie, deren Haus, die Casa sancta, der Legende nach von Engeln aus Nazareth getragen wurde, als 1263 das Heilige Land an den Islam fiel. Im Jahre 1554 propagierten die Jesuiten in Loreto (Mittelitalien) den Kult des Heiligen Hauses, das mit der Loretokapelle gleichgesetzt wurde. Daraufhin entstanden in vielen Ländern Nachbildungen der Loretokapelle mit eigenen Wallfahrten.

### Errichtung der Loretokapelle in Oggersheim
In Oggersheim hatte Pfalzgraf und Erbprinz Joseph Karl von Pfalz-Sulzbach aus einer Nebenlinie der Wittelsbacher (1694–1729) ab 1720 ein Lustschloss mit Parkanlage erbauen lassen. In diesem Park ließ er 1729 auch eine barocke Loretokapelle errichten, da die Marienverehrung im Haus Wittelsbach traditionell einen hohen Stellenwert besaß. Das Gebäude, dessen Grundsteinlegung er eigenhändig durchführte, war eine genaue Nachahmung der Originalkapelle im italienischen Loreto, wo er auch eine Kopie des dortigen Gnadenbildes, einer Schwarzen Madonna, bestellte. Diese wurde eine Nacht lang bei dem ursprünglichen Gnadenbild aufbewahrt und mit diesem in Berührung gebracht. Sogar die architektonischen Unregelmäßigkeiten des Vorbildes wurden in Oggersheim übernommen und die (im 18. Jahrhundert bereits nicht mehr vollständig erhaltenen) Wandgemälde aus Italien kopiert. Darüber hinaus versuchte Joseph Karl von Papst Benedikt XIII. verschiedene Ablassprivilegien und Reliquien zu erhalten. Die Anregung zum Bau hatte der Wittelsbacher wohl im Kölner Kloster St. Maria in der Kupfergasse erhalten, wo seine Tante Amalia Maria Therese von Pfalz-Sulzbach (1651–1721), sowie seine ältere Schwester Maria Anna von Pfalz-Sulzbach (1693–1762), als Unbeschuhte Karmelitinnen lebten und wo es schon länger eine ebensolche Loretokapelle mit Gnadenbild gab. Der Pfalzgraf starb jedoch schon am 18. Juli 1729, bevor seine Stiftung fertiggestellt werden konnte, und die Schlossanlage verwaiste.
Die Kapelle wurde weiterhin gefördert, da Kurfürst Karl III. Philipp die lauretanische Verehrung „zum allgemeinen Nutzen und Trost des Vaterlandes“ wieder aufzunehmen wünschte. Am 14. Oktober 1730 wurde der Einsiedler Johann Adam Hauer von ihm als Pfarrer an die Kapelle entsandt und sollte von behördlicher Seite unterstützt werden. Zeugnisse von dessen Tätigkeit in Oggersheim gibt es jedoch nicht, sodass nicht bekannt ist, ob er sein Amt jemals ausübte.

### Jesuitische Betreuung der Kapelle
Am 1. März 1733 wurde die Kapelle den Mannheimer Jesuiten zur Betreuung übergeben. Im kurfürstlichen Auftrag überführte man an Mariä Verkündigung (25. März) das vom Haus Wittelsbach gestiftete Gnadenbild in die Loretokapelle und erklärte die Madonna von Oggersheim zur Patronin der Kurpfalz. Zu jenem Anlass wurde eine Silbermedaille mit dem Gnadenbild und der Kapellenansicht geprägt, deren Umschrift die Madonna von Loreto als Schutzfrau der Kurpfalz bezeichnet. Damit war die Oggersheimer Wallfahrt eröffnet und erfreute sich bald breiter Beliebtheit bei der Bevölkerung. Kurfürst Karl III. Philipp gehörte zu ihren eifrigsten Förderern und zeichnete sie oft durch seine persönliche Anwesenheit aus.
Pater Matthäus Vogel S.J. aus Mannheim nahm sich der Pilgerstätte besonders an, verfasste 1741 darüber ein Büchlein und avancierte zum ersten Leiter der Wallfahrt. Von 1733 bis zu seinem Tod in Oggersheim am 2. November 1766 war er hier tätig. Aufgrund der fürstlichen Protektion und vieler Gebetserhörungen wurde die Loretokapelle immer bekannter und Ziel von Prozessionen aus der gesamten Umgebung. Durch zahlreiche Stiftungen sowie großzügige finanzielle Unterstützung von Pfalzgraf Friedrich Michael von Pfalz-Birkenfeld, Schwiegersohn des Erbauers der Oggersheimer Kapelle, konnten die Jesuiten in Oggersheim eine feste Niederlassung zur Betreuung der Wallfahrer gründen, die am 15. Mai 1761 bezogen wurde. Aus diesem Anlass stiftete Kurfürst Karl Theodor 1760 eine Mission, die von Matthäus Vogel, zwei weiteren Mannheimer Jesuiten und einem Laienbruder besetzt wurde. In seinem Büchlein schrieb Vogel über die Intention der Gründung:

„Das schöne Beispiel so vieler christlicher Länder … die Begierde, Gott den Herrn in seiner hl. Mutter zu loben und die Ehre der wertesten Himmelskönigin in diesen Landen zu erweitern wie auch ihrer Fürbitte verschiedene Gnaden vom Himmel zu erhalten, hat Pfalzgraf Joseph Karl, Erbprinz des Herzogtums Sulzbach, bewogen, auch in kurpfälzischen Landen eine nach Form des hl. Hauses zu Loreto gestaltete Kapelle aufzurichten.“

### Kurfürstliche Förderung
Gefördert wurde die Pilgerstätte auch durch das Vorbild der Kurfürstin Elisabeth Auguste. Sie besuchte regelmäßig die Kapelle, und ihr Gemahl Carl Theodor erließ all denen, die an Marienfesten zur Oggersheimer Kapelle zogen, den Brückenzoll über die Schiffbrücke von Mannheim. Die Wallfahrt nahm zu, als der schwerkranke Kurfürst im Jahr 1743 auf wunderbare Weise genas, nachdem die Kurfürstin in der Loretokapelle eine Novene (neuntägige Andacht) hatte abhalten lassen. Aus Dank für die Heilung ließ der Fürst die Inneneinrichtung der Kapelle neu gestalten.
Auch vor der Geburt des erhofften Thronfolgers wandte sich das Paar an die Gottesmutter, doch starb das Kind 1761, nur einen Tag alt. Obwohl sich Kurfürst Carl Theodor in der Folgezeit von seiner Gemahlin abwandte, ließ sie bei einer erneuten Erkrankung ihres Ehemannes im Jahr 1774 eine Prozession nach Oggersheim abhalten.
1768 bis 1793 lebte Kurfürstin Elisabeth Augusta zumeist getrennt von ihrem Gatten, im Schloss Oggersheim gegenüber der Loretokapelle. Diese ließ sie (laut Inschrift über dem Hauptportal) 1775 von dem flämischen Architekten Peter Anton von Verschaffelt mit der heutigen Wallfahrtskirche überbauen, wobei die Kapelle vollständig erhalten blieb, allerdings mit farbigem Marmor verkleidet wurde. Die Arbeiten dauerten von 1774 bis 1777 und wurden durch Frondienste (bzw. teilweise stattdessen Geldzahlungen) der Gemeinden realisiert.

### Nach der Aufhebung des Jesuitenordens
Am 18. Oktober 1777 wurde die Kirche eingeweiht, nun aber durch Kapuziner-Patres versorgt, da der bisher hier tätige Jesuitenorden 1773 aufgehoben worden war. Friedrich Matthisson schreibt über seinen Besuch in Oggersheim:

„Meine Abreise von Mannheim (1786) ward um acht volle Tage über den bestimmten Scheidepunkt hinausgerückt. Doch am Ende behauptete die Notwendigkeit ihr altes Despotenrecht, und so mußte gerade an dem Tage, wo der Theaterzettel Iffland als Franz Moor ankündigte, ein mürrischer Lohnkutscher mich im trägsten Leichenschritte nach Oggersheim fahren. – Die Kurfürstin war in der Tat sehr wohl beraten, da sie diesen heitern und reinlichen Ort zu ihrer gewöhnlichen Residenz wählte. Die Hofkapelle (Wallfahrtskirche) zu Oggersheim macht ihren Ruf, eins von den fehlerfreiesten Architekturwerken der Pfalz zu sein, alle nur mögliche Ehre. Mag der Kunstgeweihte das zierliche Gebäude mit vitruvischer Lampe beleuchten; mir Laien wurde dadurch das lebhafte Vergnügen zuteil, welches immer aus seiner Form und richtigem Verhältnis hervorgeht.“

Am Jahresende 1793 floh die Kurfürstin vor den heranrückenden französischen Revolutionstruppen nach Weinheim, wo sie fortan im dortigen Schloss wohnte. 1798 vertrieb man auch die Kapuziner aus Oggersheim. Die Wallfahrtskirche verlor ihre Eigenschaft als Hofkirche und ging in die Obhut der örtlichen Pfarrei über. Von 1798 bis 1804 musste aus politischen Gründen auch der Wallfahrerverkehr ruhen. Erst der kirchenfreundliche König Ludwig I. von Bayern stellte das Ordensleben in Oggersheim wieder her, als 1843 der Pfarrer Henkes starb und die Bevölkerung die Gründung eines neuen Klosters erbat. Ludwig stiftete am 21. April 1844 aus privaten Mitteln einen Konvent der Franziskaner-Minoriten, der bis heute besteht und die Wallfahrt betreut. Die Kosten des Klosters wurden durch die Erträge einer Stiftung von 80.000 Gulden gedeckt. Damit konnten die Wallfahrten wieder intensiver betreut werden und nahmen besonders ab den 1980er Jahren einen Aufschwung. 1984 und 1988 wurde die Kirche renoviert, wobei man allerdings auf die Stilmerkmale des 18. Jahrhunderts Rücksicht nahm. 1993 mussten die Mitglieder der Ordensprovinz Würzburg das Kloster aus Personalmangel an die Minoriten aus Krakau übergeben, von denen sich heute fünf Mönche in Oggersheim befinden.

## Gebäude und Einrichtung

### Kapelle
Das Innere der Kapelle wurde mit einem Tonnengewölbe bedeckt und durch ein Gitter zweigeteilt. Vor dem Gitter steht der Altar der Gnadenkapelle, der hintere, schmälere Raumteil ist für das Gnadenbild der Gottesmutter vorgesehen, das sich in einer Nische befindet. Dieses wurde um 1740 genauso wie die zwei seitlich davon angebrachten Engel vom Mannheimer Hofbildhauer Paul Egell entworfen. Die Wände sind wie in allen Loretokapellen nach der Wandgliederung des ursprünglichen Heiligen Hauses gebildet. In der Kapelle befindet sich außerdem neben einigen Votivtafeln eine Holzschnitzerei einer Anna Selbdritt, die aus dem 16. Jahrhundert stammt und im Mittelrheingebiet hergestellt wurde.

### Kirche

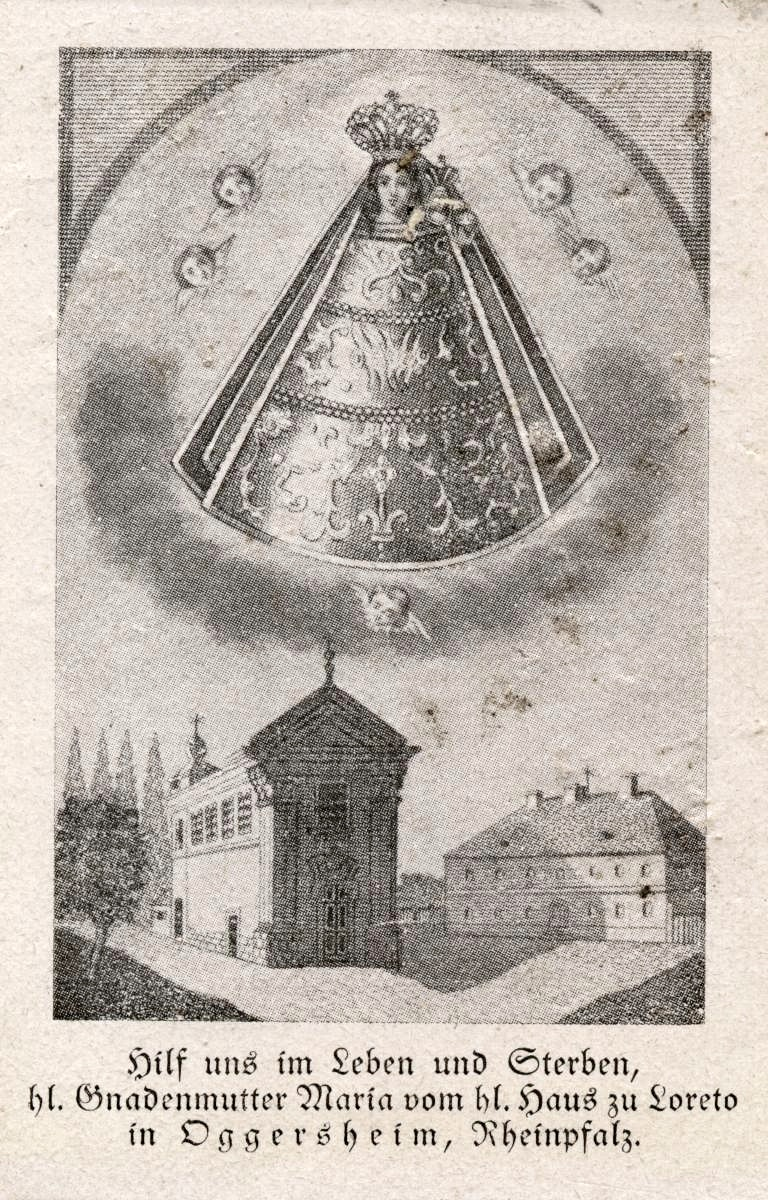
Wallfahrtsandenken um 1900

Die Außenfassade erinnert mit ihren Kompositkapitellen an die eines Tempels und basiert auf dem Stil Carlo Rainaldis. Die Arbeitsmaterialien waren hauptsächlich Putz und Sandstein. An der südwestlichen Außenwand befinden sich zwei eingeschossige Türme mit Kuppeldächern, gegenüber auf der Seite des Eingangs ein Dreiecksgiebel. Die Innenwand des Kirchenraums besteht aus korinthischen Pilastern und flachen Wandnischen. Die Decke bildet ein Stichkappen-Tonnengewölbe mit Stuckkassetten, bei den Fenstern handelt es sich um Stichbogenfenster.
Der weite einschiffige Raum vollzieht den rechteckigen Grundriss der Loretokapelle nach und ist wie diese nach Südwesten gerichtet, wo sich auch der Chor befindet. Das Langhaus nimmt die Loretokapelle vollständig in sich auf. Deren nordöstliche Außenwand bildet gleichzeitig die Rückwand des Hochaltars der großen Wallfahrtskirche. Dieser wurde nach Entwürfen des Architekten Peter Anton von Verschaffelt angefertigt, die Altargemälde stammen von Georg Oswald May. Seitlich des Altars befinden sich zwei Konsolentische, die möglicherweise um 1725 von Paul Egell entworfen wurden und aus dem Oggersheimer Schloss stammen könnten. An den Seiten befinden sich noch einmal zwei kleinere Altäre, außerdem besitzt die Kirche eine Kanzel, einen Taufstein, Beichtstühle und eine Orgelempore. Mehrere Orgelprospekte aus der Entstehungszeit der Kirche haben sich erhalten.

### Orgel
Die Orgel wurde von der Firma Mayer aus Heusweiler gefertigt und verfügt über die folgenden technischen Daten:
Winddruck: HW 70 mm WS; RP 60 mm WS; Ped 75 mm WS
Koppeln (elektromech.): RP/HW – HW/P – RP/P
Register: 24 mit 1761 Pfeifen und 3 Transmissionen
Spieltraktur: mechanisch
Registertraktur: mechanisch und elektrisch; 16-fache elektrische Setzerkombination

## Wallfahrt
Wallfahrtstage der Kirche sind Mariä Lichtmess (2. Februar), der Josefstag (19. März), Mariä Verkündigung (25. März), Mariä Heimsuchung (31. Mai), Mariä Himmelfahrt (Hauptwallfahrtstag, 14./15. August), Mariä Geburt (8. September), St. Elisabeth (23. September) und Unbefleckte Empfängnis (8. Dezember).

## Bildergalerie

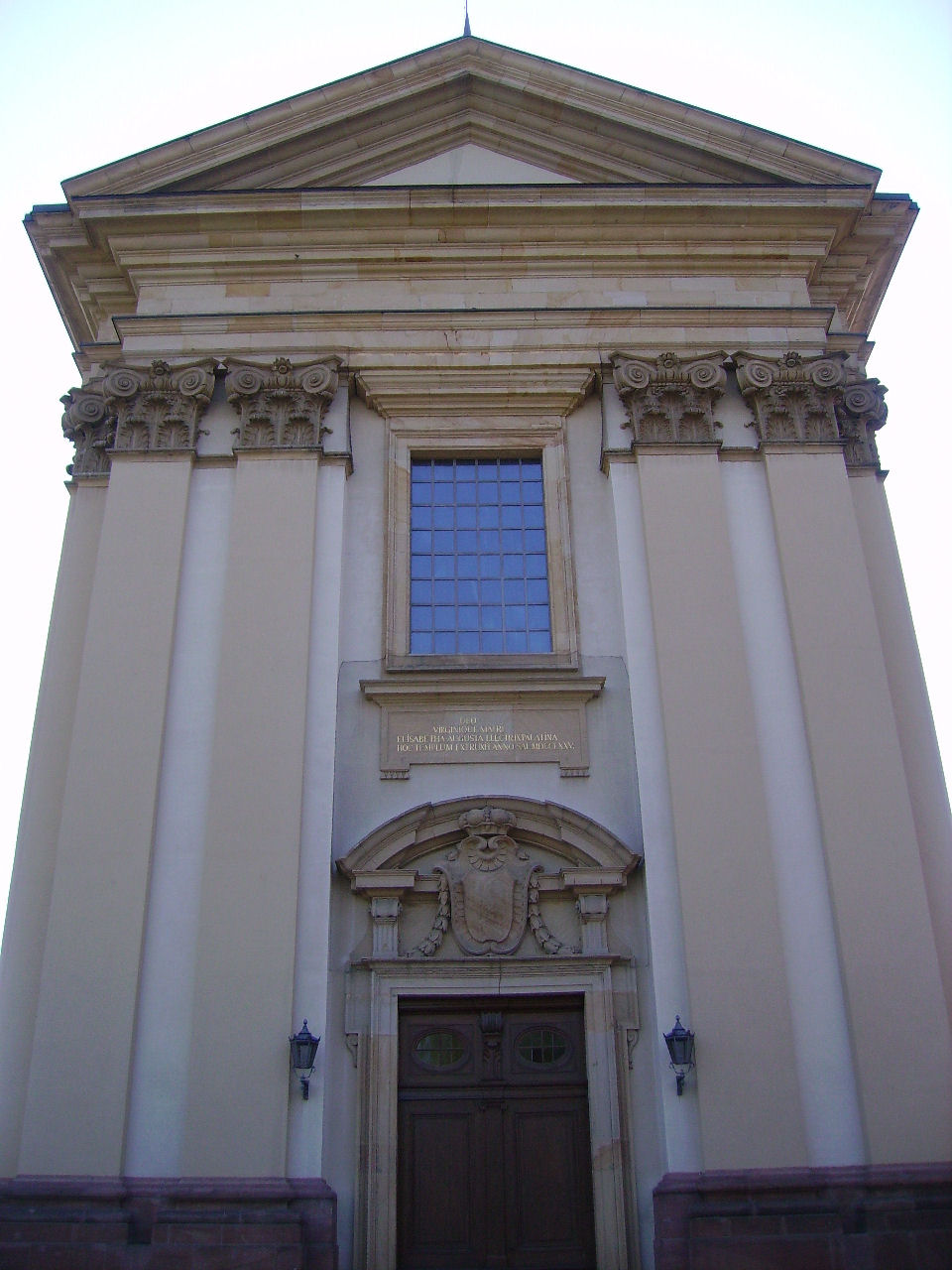
Fassade von Nordosten
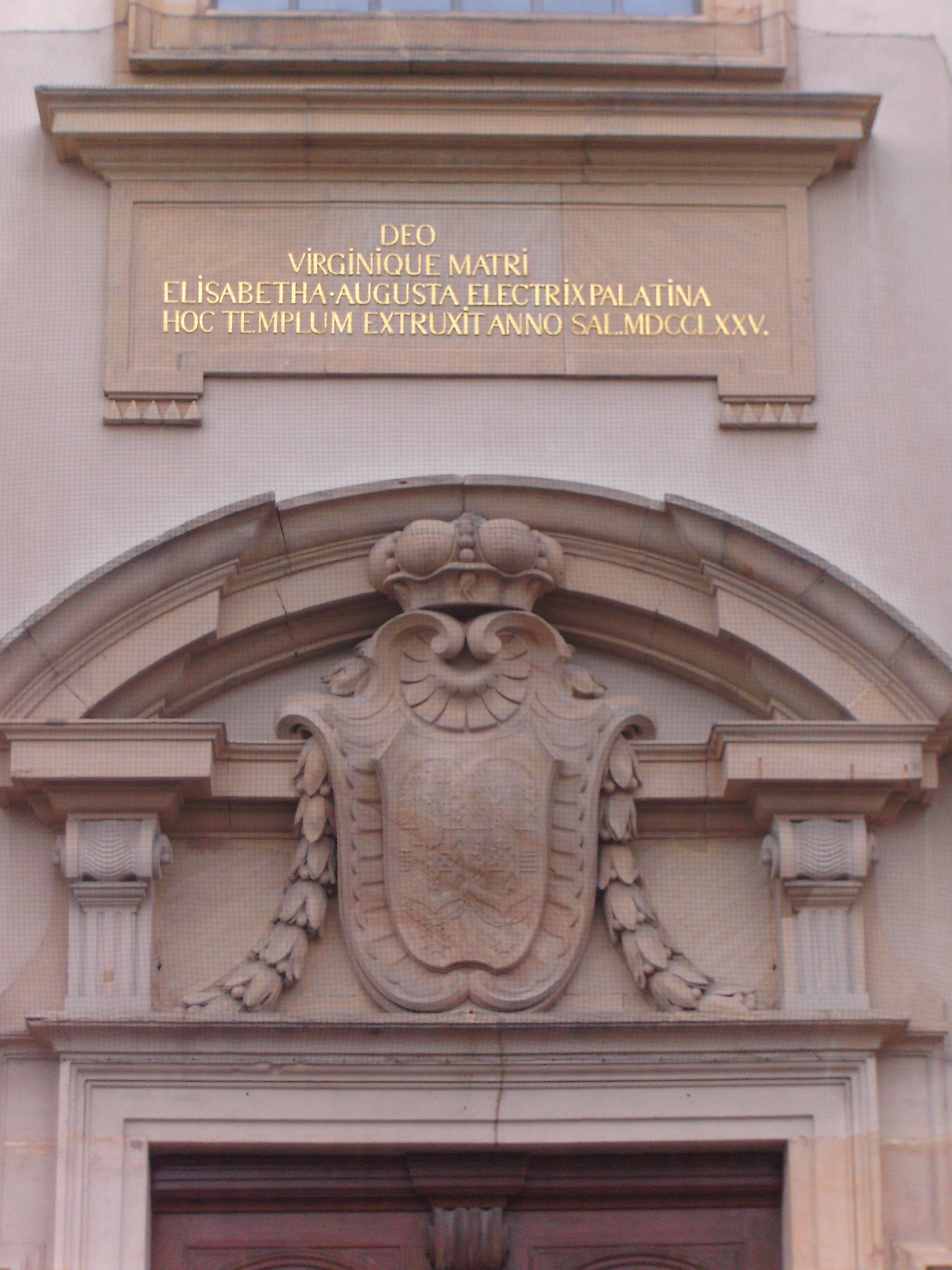
Hauptportal, Erbauungsinschrift und Wappen der Kurfürstin
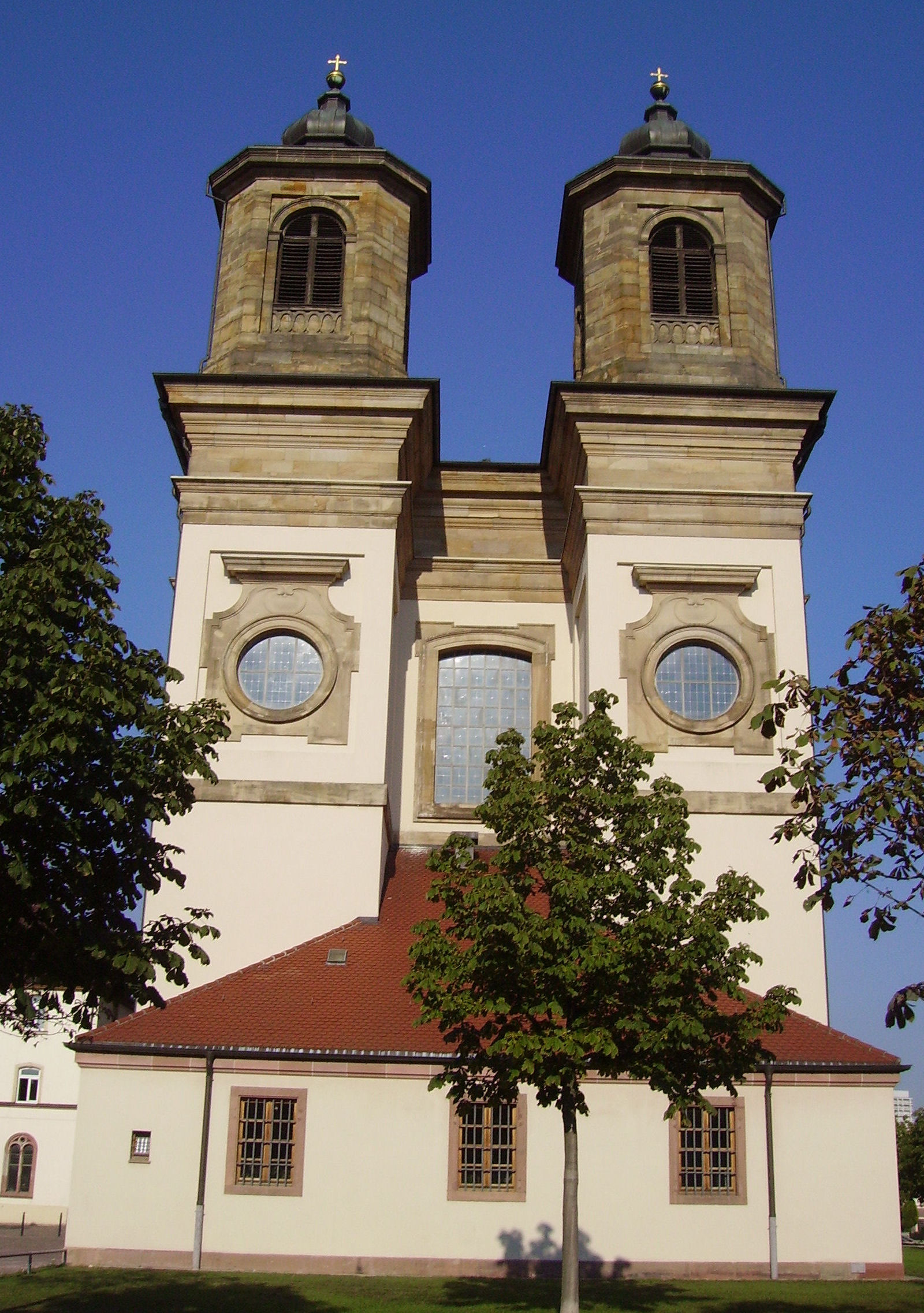
Wallfahrtskirche von Südwesten
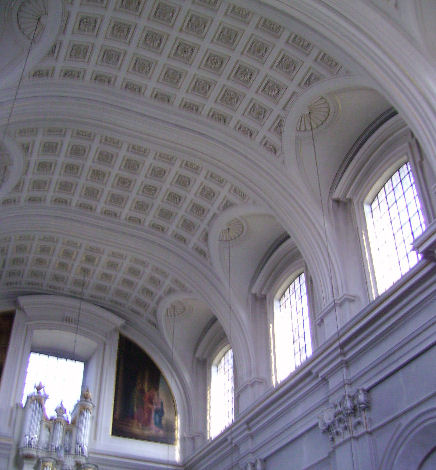
Kassettendecke
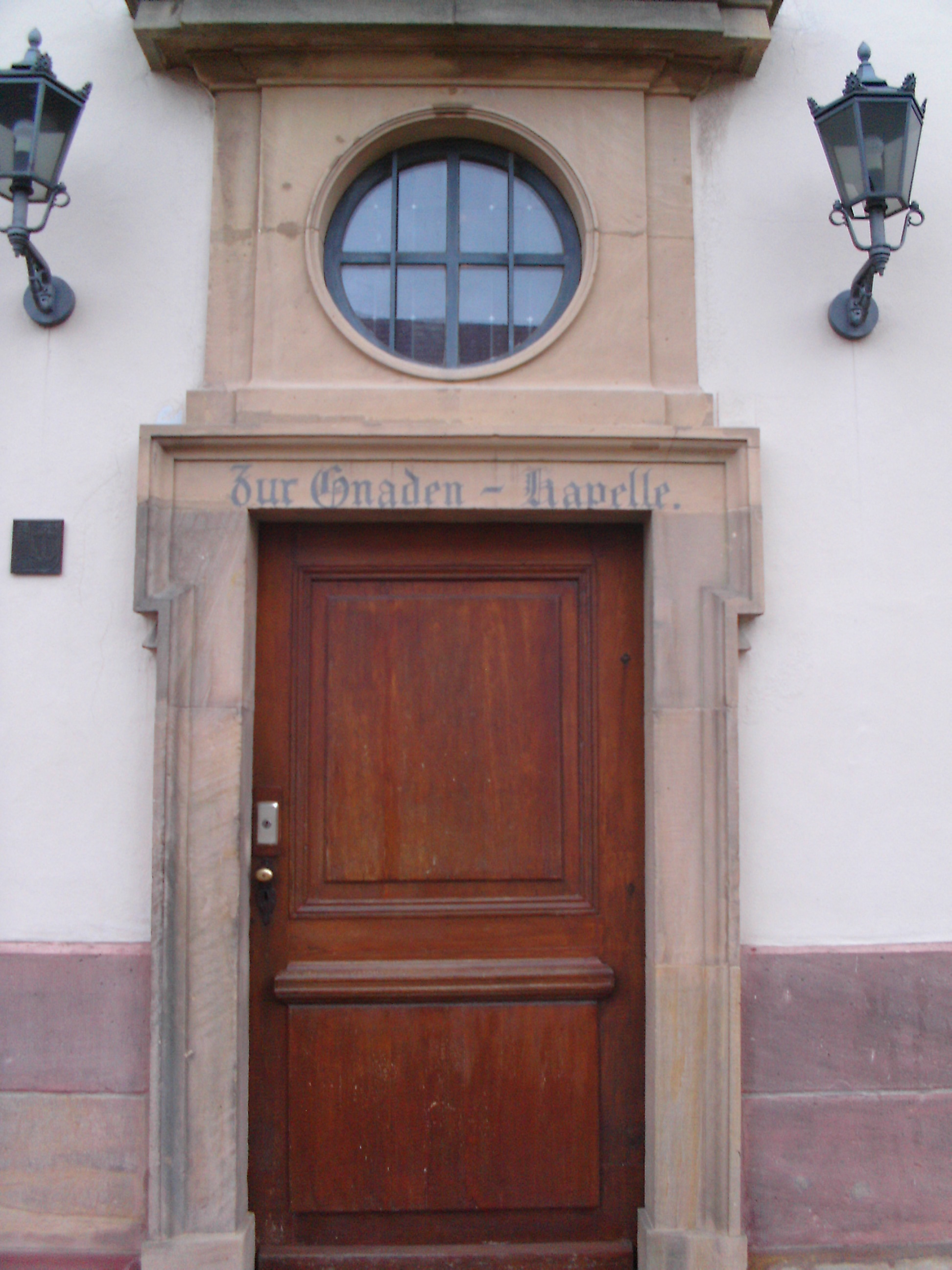
Äußerer Separateingang zur Gnadenkapelle
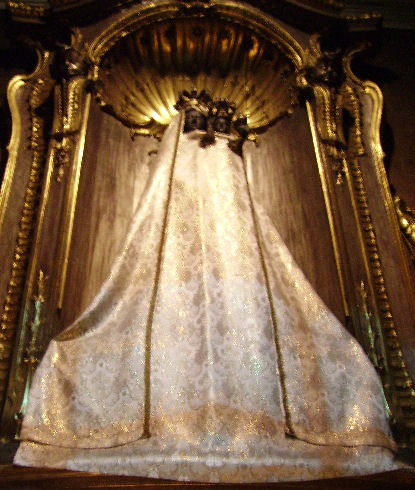
Madonna